# Carroll Shelby
Carroll Hall Shelby (Leesburg, 11 gennaio 1923 – Dallas, 10 maggio 2012) è stato un pilota automobilistico e imprenditore statunitense.

## Biografia
Dopo aver preso parte alla seconda guerra mondiale nell'United States Army Air Corps, torna in patria e inizia una carriera da pilota, trasferendosi poi in Europa, correndo per Maserati e Aston Martin in Formula 1 nelle stagioni 1958 e 1959, pur senza raggiungere risultati di particolare rilievo. Maggiori sono stati i successi con le vetture sport, con le quali - sempre a bordo di una Aston Martin - Shelby conquista anche la vittoria nel 1959 alla 24 Ore di Le Mans. Un problema cardiaco congenito, che lo affligge dalla nascita, gli impone però di interrompere la sua carriera agonistica. Dopo aver intrapreso alcuni tentativi imprenditoriali non andati a buon fine, nel 1961 decide di fondare una propria azienda, la Shelby-American per produrre una vettura sportiva, la Cobra.
Durante una sessione di collaudo della Ford GT40 Mk IV nel 1966, la morte del pilota Ken Miles, uno dei suoi più importanti collaboratori, convince Shelby a interrompere la produzione di vetture. Continuerà a collaborare con Dan Gurney per la realizzazione della monoposto Eagle e si dedicherà all'allestimento di versioni speciali della Ford Mustang. Per la sua brillante attività di pilota e di costruttore, dal 1992 è entrato a far parte dell'Automotive Hall of Fame.
Nel film del 2019 Le Mans '66 - La grande sfida è stato impersonato da Matt Damon.

### La Cobra
La AC Cobra è una granturismo sportiva i cui telai arrivano dall'inglese AC Cars, dagli Stati Uniti arrivano i motori tra cui il Ford 4.7 V8. Nasce così la GT più veloce di allora, denominata Cobra, che nel 1963 vince il campionato americano per vetture di serie e dall'anno seguente si scontra con le vetture di Maranello sui circuiti di entrambe le sponde dell'Atlantico in quella che passò agli annali dell'automobilismo sportivo come la Guerra Ford-Ferrari. I risultati continueranno ad arrivare copiosi sia negli Stati Uniti sia in Europa.